# Kočerinska ploča
Kočerinska ploča ili Natpis Vignja Miloševića je nadgrobni spomenik Vignja Miloševića donesen s Kočerinskoga polja prije više od 130 godina i uzidan u Župni dvor u Kočerinu, a 1927. godine, kad je izgrađen novi Župni dvor i ploča je prenesena tamo. Visina ploče je 137 centimetara, a širina nejednaka: 50 centimetara, 49 centimetra i 53 centimetra. Pisana je hrvatskom ćirilicom.
Ploča je služila kao uzglavlje stećka Vignja Miloševića, koji je umro u proljeće 1404., pa možemo pretpostaviti da je te godine klesan i natpis. Njegov se grob i danas nalazi u Kočerinskom polju. Kočerinska ploča spada u dulje natpise (zajedno s Natpisom vojvode Masna iz Donje Drežnice): ima ukupno 80 riječi, što je mnogo u odnosu na druge natpise na stećcima, i 25 redaka, u njima je 9 - 15 slova.
Kočerinska ploča ima veliku vrijednost, ne samo po dragocjenim povijesnim podacima, nego i samom izvornošću svoga jezika, jer su taj tekst pisali domaći ljudi. Kameni su natpisi često puta jedine potvrde nekog govora iz određenog vremena, u ovom primjeru, zapadnoštokavskoga ikavskoga govora Kočerina s okolicom. Sva su slova na njoj lijepo izrađena i umjetnički povezana jedno s drugim. Ne samo slova, nego i ukrasi na stećku majstorski su izvedeni i ornamentirani: oko čitave gornje plohe stećka rub je urešen vinovom lozom, a unutar tog ornamenta po sredini je veliki križ. I strane križa su ornamentirane vinovom lozom, a u prostoru među stranicama križa nalaze se polumjesec i rozeta.
Na natpisu se nabrajaju svi bosanski vladari od Stjepana Kotromanića do Stjepana Ostoje, i to pravim redoslijedom, među njima se našla i jedna kraljica, Gruba, žena Stjepana Dabiše koji je vladao od 1391 - 1395. Kraljica Gruba je vladala tri godine nakon njegove smrti: 1395 - 1398. Vrijednost je ove ploče i u tome što se na njoj prvi put spominje Kočerin, pa je važna i za povijest tog mjesta.
Dugo vremena bila je ugrađena u zgradu župnoga stana na Kočerinu. Prigodom održavanja znanstvena skupa "Viganj i njegovo doba", koji je upriličen u sklopu obilježavanja 600. obljetnice Kočerinske ploče i prvog pisanog spomena imena Kočerin 2004., natpis je izvađen iz zida i pohranjen u priručnu zbirku starina župe Kočerin. Na samoj nekropoli Lipovci napravljena je replika natpisa u prirodnoj veličini i postavljena na mjesto gdje je ploča pronađena.

## Natpis
Tekst na Kočerinskoj ploči ima 25 redaka staroćiriličnih slova i govori o pokojniku, koji je za života služio banovima i kraljevima, pa kad mu se približila smrt pokopan je na svojoj plemenitoj baštini u Kočerinu. Natpis glasi:
| Va ime o(t)ca i sina i svetago d(u)ha amin'. Se leži Vign' Milošević' služi banu S- tipanu i kralu T- (vart)ku i kralu Da- biši i kralici Grubi i krala Ostoju i u t- o vrime doide (i) svadi se Ostoja kral' s hercegom' i z Bosn(o)m' i na Ugre po(id)e Ostoja to v- rime mene Vigna doide kon'čina i legoh' na svo- m' plemenitom' pod' Kočerinom' i molu vas' nenast- upaite na me ja s(a)m' bil' kakovi este vi ćete biti kako- v' sam' ja |

## Poveznice
- Natpis vojvode Masna
- Hrvatska ćirilica